# Отто, Кринау
Кринау Отто (африк. Krynauw Otto; род. 8 августа 1971, Белфаст) — южноафриканский регбист, игрок второй линии, чемпион мира 1995 года.

## Биография

### Клубная карьера
Отто играл во второй линии регбийного клуба «Буллз» в 1990-е годы в чемпионате ЮАР; на уровне провинции играл за команду «Блю Буллз» (провинция Гаутенг), с последней командой он выиграл в 1998 году Кубок Карри.

### Карьера в сборной
Первую игру в сборной Отто провёл 30 мая 1995 против сборной Румынии в Кейптауне (победа 21:8). Всего он сыграл 38 игр и набрал 5 очков благодаря занесённой попытке в игре против Уэльса 27 июня 1998 в Претории. Сборная в 1995 году выиграла титул чемпионов мира, в 1999 году завоевала бронзовые медали чемпионата мира; Отто сыграл 3 матча в 1995 и 6 матчей в 1999 году. В 1997 году он участвовал в серии игр против Британских и ирландских львов; в 1998 году его команда выиграла Кубок трёх наций.

### После карьеры игрока
8 июля 2000 года в матче Кубка трёх наций против сборной Австралии Отто получил серьёзную черепно-мозговую травму. Обследование выявило субдуральную гематому в левой лобной доле мозга, что вынудило Отто завершить карьеру. В настоящее время он работает в компании «New Reclamation Group» по переработке мусора.
Супруга — Лиза, сын — Кринау (род. 2000), дочь — Минеке (род. 2005).